# Bajrakitiyabha

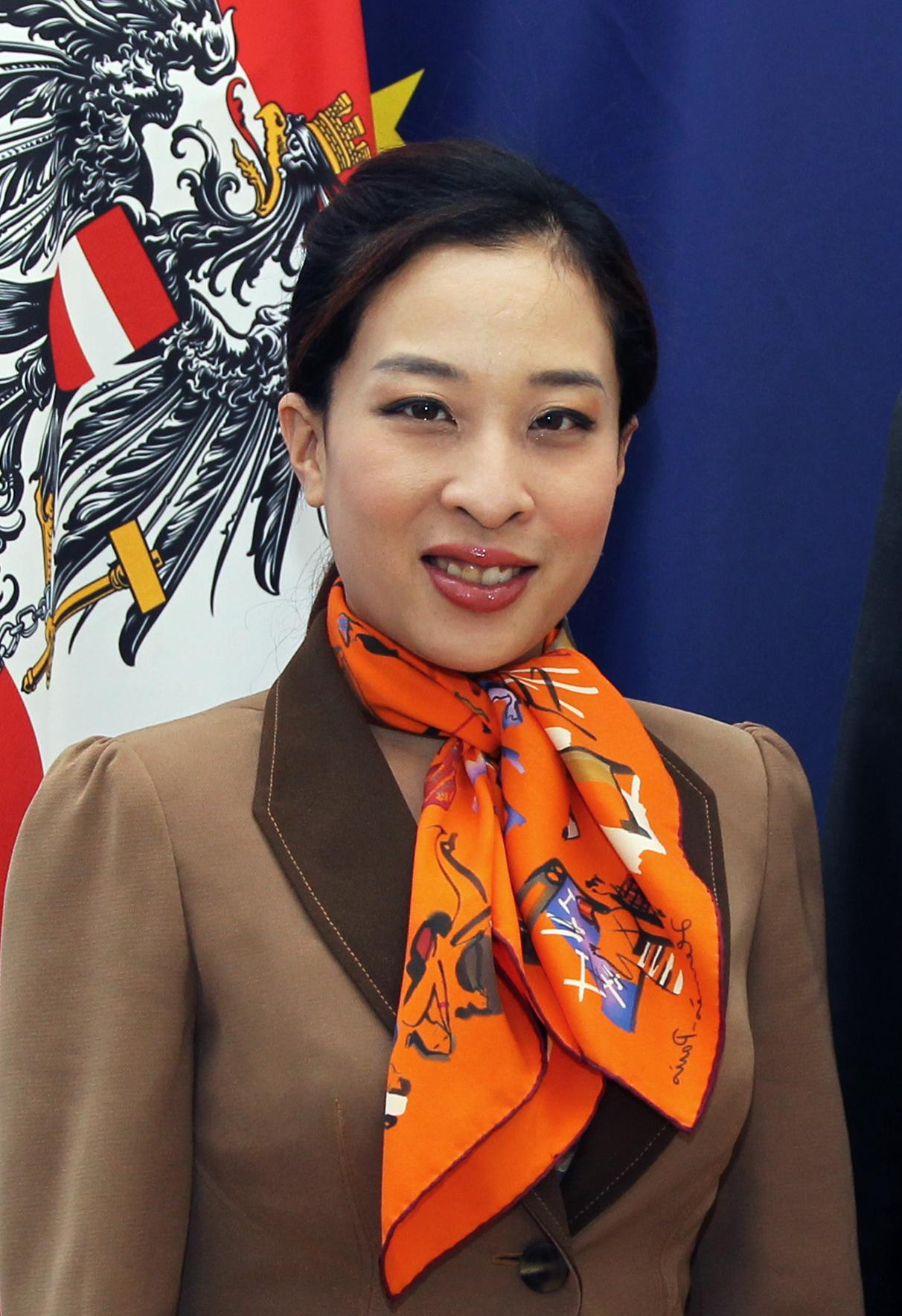
Prinses Bajrakitiyabha bij het Oostenrijkse ministerie van Buitenlandse Zaken (2013)

Prinses Bajrakitiyabha Mahidol (พัชรกิติยาภา) (Bangkok, 7 december 1978) is een Thaise edelvrouw, juriste en diplomate. Zij is de enige dochter van de Thaise koning Rama X en zijn eerste vroegere vrouw, prinses Soamsavali Kitiyakara, alsook het eerste kleinkind van de overleden koning Rama IX.

## Leven
Bajrakitiyabha studeerde in de Verenigde Staten aan de Cornell-universiteit, waar ze een doctoraat in de rechtsgeleerdheid behaalde.
Ze werkte daarna als vertegenwoordigster van Thailand bij de Verenigde Naties (VN) in New York. Vervolgens keerde ze naar Thailand terug, waar ze verschillende stichtingen runt om gevangenen te rehabiliteren en de detentieomstandigheden van vooral vrouwen te verbeteren. In 2006 startte ze haar carrière als openbaar aanklaagster in de provincie Changwat Udon Thani.
In december 2011 ging ze naar Wenen als voorzitster van de Economische en Sociale Raad van de Verenigde Naties. Op 4 september 2012 benoemde de Thaise regering haar tot ambassadrice in Oostenrijk en tot permanente vertegenwoordigster bij de VN en internationale organisaties in Wenen. Ze nam deze functie begin 2013 op zich. Sinds 12 april 2013 was ze bovendien in Slovenië geaccrediteerd en vanaf oktober 2013 ook in Slowakije.
In oktober 2014 keerde ze terug naar Thailand om openbaar aanklager te worden bij het Openbaar Ministerie, waar ze verantwoordelijk is voor de provincie Nong Bua Lam Phu.
Bajrakitiyabha werd in december 2022 in het ziekenhuis opgenomen nadat ze bewusteloos geraakt was vanwege een hartprobleem.